# Henrik Bogdan
Henrik Bogdan (* 27. September 1972) ist ein schwedischer Religionswissenschaftler und Autor.
Er ist Professor für Religionswissenschaft an der Universität Göteborg. Seine Forschungsfelder konzentrieren sich auf alternative Formen von Religionen wie westliche Esoterik, neue religiöse Bewegungen und Initiations- bzw. Geheimgesellschaften.
Bogdan war Mitglied des Abteilungsrates (IR) am dortigen Department of Literature, History of Ideas, and Religion (LIR) und gleichzeitig Koordinator für Postgraduales Studium (FUK) im Bereich Religionswissenschaft am LIR.
Bogdan fungiert als Herausgeber der Buchreihe 'Oxford Studies in westlicher Esoterik' (Oxford University Press) und als Mitherausgeber der Buchreihe 'Palgrave-Studien zu neuen Religionen und alternativen Spiritualitäten' (Palgrave Macmillan).
Seit 2016 bekleidet Bogdan das Amt des Sekretärs der European Society for the Study of Western Esotericism (ESSWE).

## Werke
- Aleister Crowley und die westliche Esoterik Edition Roter Drache, 2014, ISBN 978-3-939459-78-1.
- Sexuality and New Religious Movements (Palgrave Studies in New Religions and Alternative Spiritualities) Palgrave Macmillan, 2014, ISBN 978-1-349-68146-4
- Occultism in a Global Perspective (Approaches to New Religions) Routledge, 2014, ISBN 978-1-84465-716-2.
- Western Esotericism and Rituals of Initiation (Suny Series in Western Esoteric Traditions) STATE UNIV OF NEW YORK PR, 2007, ISBN 978-0-7914-7069-5.
- Handbook of Freemasonry (Brill Handbooks on Contemporary Religion, 8, Band 8) BRILL ACADEMIC PUB; XX, 669 Pp., In Edition, 2014, ISBN 978-90-04-21833-8
- Western Esotericism in Scandinavia (Brill Esotericism Reference Library, 1), BRILL ACADEMIC PUB, 2016, ISBN 978-90-04-30241-9
- Esoterisme occidental et rituels d'initiation, Archè Milan, 2010, ISBN 978-88-7252-293-6
- Brother Curwen, Brother Crowley. A Correspondence by Aleister Crowley (2010-01-01), The Teitan Press, 2010, ISBN 978-0-933429-27-7